# Алтынкемер
Алтынкемер (каз. Алтынкемер, до 2008 г. — Прибрежное) — село в Жетысайском районе Туркестанской области Казахстана. Входит в состав Абайского сельского округа. Код КАТО — 514433300.

## Население
В 1999 году население села составляло 1093 человека (572 мужчины и 521 женщина). По данным переписи 2009 года, в селе проживали 1203 человека (625 мужчин и 578 женщин).